# 文森特·德·巴爾韋德

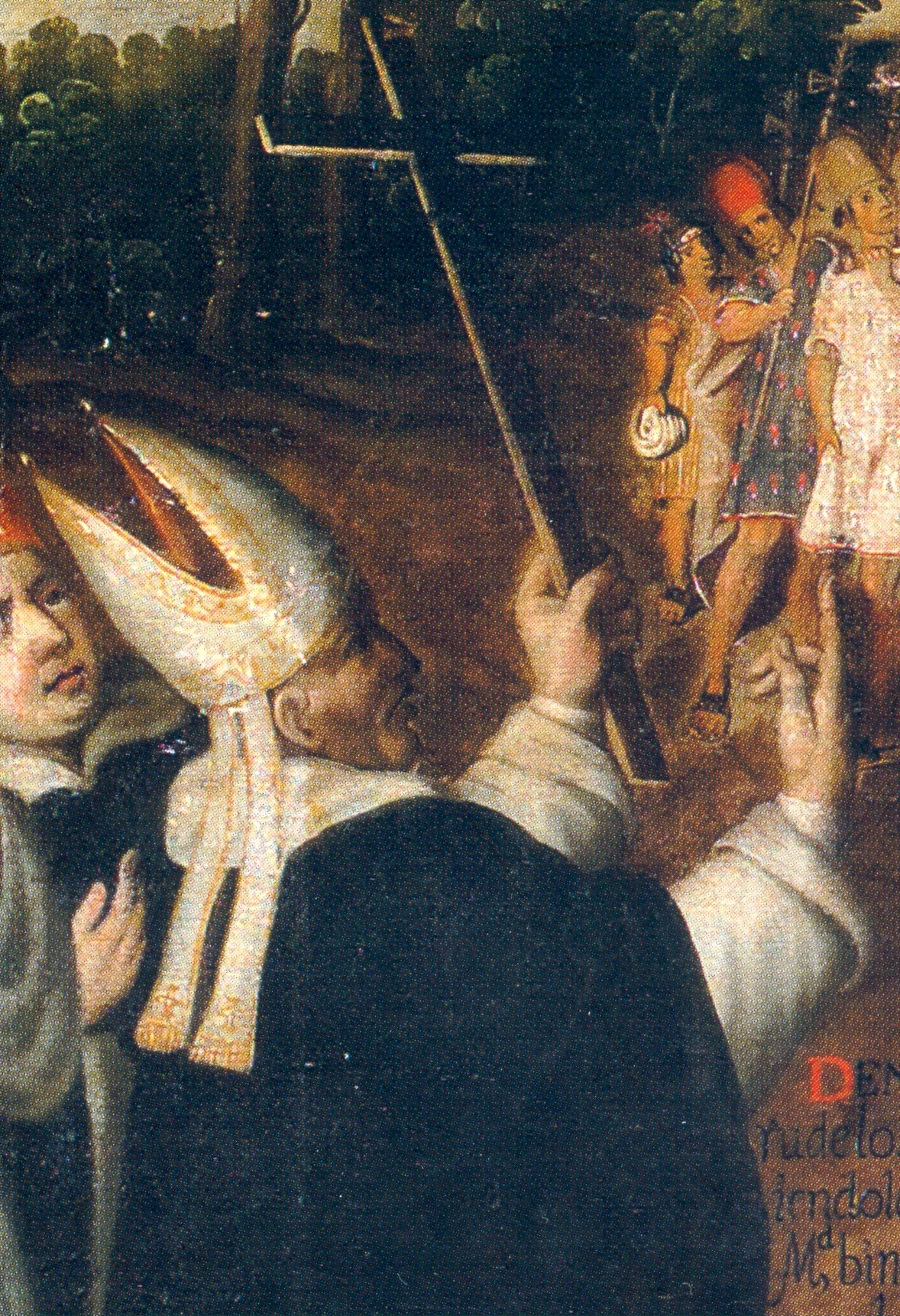
文森特·德·巴爾韋德

文森特·德·巴尔韦德（西班牙語：Vicente de Valverde y Alvarez de Toledo，约1499年—1541年10月31日），西班牙道明会传教士。
出生在西班牙卡斯蒂利亚托莱多省的奥罗佩萨，他是埃尔南·科尔特斯的亲戚。1515年进入萨拉曼卡大学学习，后来成为一位修士。
1529年，他与弗朗西斯科·皮萨罗签订协议，加入了皮萨罗的远征军。他在1530年到达秘鲁，不清楚他是否与皮萨罗一同到达皮乌拉。在1532年11月16日的卡哈马卡战役中，他努力试图劝说印加皇帝阿塔瓦尔帕向西班牙投降，并皈依基督教，遭到阿塔瓦尔帕愤怒拒绝。随后他向皮萨罗报告了此事，皮萨罗便派西班牙军队突袭了印加人，俘获阿塔瓦尔帕。
阿塔瓦尔帕死后，巴尔韦德追随皮萨罗向库斯科进军，并在库斯科建立了第一座教堂。1535年，被任命为库斯科教区主教。